# Wilhelm Türk
Vilhelm Türk (2. dubna 1871 Staré Heřminovy (německy Alt Ebersdorf), Slezsko – 20. května 1916 Vídeň) byl rakouský hematolog.

## Biografie
Wilhelm Türk byl synem chirurga a politika Karla Türka. V roce 1889 ukončil studia gymnázia v Opavě. Studoval interní medicínu u Edmunda von Neussera. Během studia se stal členem Asociace německých studentů ze Slezska Oppavia v Asociaci Waidhofen. Studia dokončil na Vídeňské univerzitě v roce 1895. V roce 1903 se habilitoval a stal se profesorem na Vídeňské univerzitě.
V roce 1902 specifikoval Wilhelm Türk počítací komoru pro bílé krvinky, kterou upravil. Od roku 1904 do roku 1912 napsal své dvoudílné nedokončené monumentální dílo „Přednášky o klinické hematologii“, které poprvé obsahovalo přes dva tisíce stran popisu tzv. „Türkeho podnětů“ počtu bílých krvinek. V roce 1905 byl Türk jmenován primářem na druhém lékařském oddělení nemocnice Císaře Františka Josefa. Zkoumal také příčinu a léčbu leukémie. Wilhelm Türk během Neusserovy vážné nemoci (1913) doplnil druhou lékařskou univerzitní kliniku. Od roku 1915 vedl Türk také infekční oddělení válečné nemocnice ve Vídni až do své předčasné smrti.

## Lékařství
V lékařství je známým pojmem „Türkův roztok“. Je to roztok kyseliny octové a gentiánové violeti v destilované vodě. Díky tomuto roztoku je možno zjistit počet bílých krvinek (leukocytů) v lidské krvi. Zjištění přesného zastoupení jednotlivých typů leukocytů v krvi (tzv. diferenciální rozpočet leukocytů, často jen diferenciál) je mnohdy důležité pro stanovení diagnózy, neboť změněné poměry mohou být příznakem infekčních onemocnění (tyfus[nepřesný odkaz], AIDS a mnoho dalších). Profesor Wilhelm Türk pojmenoval také onemocnění nazvané agranulocytóza. Je to nemoc, při níž pacientovi ubývají bílé krvinky se zrnky granulocytů. Ta vzniká po radioaktivním ozáření, nebo při infekcích, a také při otravě chemickými jedy.
K uctění památky Wilhelma Türka uděluje Rakouská hematologická a onkologická společnost udělovat mladým lékařům z oboru cenu, nazvanou jeho jménem.

## Dílo
- Přednášky o klinické hematologii, 2 svazky, 1904/12